# Euphorbia forolensis
Euphorbia forolensis är en törelväxtart som beskrevs av Leonard Eric Newton. Euphorbia forolensis ingår i släktet törlar, och familjen törelväxter. Inga underarter finns listade i Catalogue of Life.